# Børge Møller Grimstrup
Børge Møller Grimstrup (* 15. Februar 1906 in Timring, Herning Kommune; † 30. Oktober 1972 in Kopenhagen) war ein dänischer Schauspieler.

## Leben
Børge Møller Grimstrup wuchs als Sohn eines Gärtners in Midtjylland auf. Nach dem Schulabschluss übte er zunächst verschiedene Berufe wie als Milchmann und in der Landwirtschaft aus. Im Zweiten Weltkrieg war er als Soldat an der Front im Dienst. Er wurde schwer verwundet, was einen monatelangen Heilungsprozess nach sich zog.
Von 1942 bis 1945 absolvierte er an der Staatlichen Theaterschule in Kopenhagen seine Schauspielausbildung. Sein Bühnendebüt als Darsteller hatte er am 17. Juni 1945 am Frederiksberg-Theater, wo er bis 1948 festes Ensemblemitglied war. Danach gastierte er an verschiedenen Theatern in ganz Dänemark, zudem spielte er auch an kleinen Provinztheatern. Von 1967 bis zu seinem Tod war er festes Ensemblemitglied am Königlichen Theater Kopenhagen. Ab 1945 war er als Schauspieler vor der Kamera in mehr als 40 Film-und-Fernsehproduktionen zu sehen. Dabei war Grimstrup zumeist in Nebenrollen besetzt, im ernsten sowie auch im komödiantischen Fach. Seinen letzten Auftritt als Schauspieler hatte er 1972 als Mitarbeiter einer Autowerkstatt in dem Film Die Olsenbande und ihr großer Coup.
Børge Møller Grimstrup starb am 30. Oktober 1972 im Alter von 66 Jahren in Kopenhagen. Seine Grabstätte befindet sich auf dem Friedhof in Herning.

## Filmografie (Auswahl)
- 1947: My name is Petersen
- 1949: For frihed og ret
- 1950: Smedestræde 4
- 1956: Far til fire i byen
- 1959: Charles' tante
- 1961: Landsbylægen
- 1964: Når enden er go'
- 1965: Mor bag rattet
- 1968: Det er så synd for farmand
- 1972: Die Olsenbande und ihr großer Coup (Olsen-bandens store kup)